# Trachyte Hill
Der Trachyte Hill (englisch für Trachyt-Hügel) ist ein 470 m hoher Hügel auf der Westseite der antarktischen Ross-Insel. Er ragt an den eisfreien unteren Hängen des Mount Bird südlich des Shell Glacier auf. 
Teilnehmer einer von 1958 bis 1959 durchgeführten Kampagne im Rahmen der New Zealand Geological Survey Antarctic Expedition kartierten das Gebiet und benannten den Hügel nach dem Gestein, aus dem er besteht.